# Hanna Myśliwiec
Hanna Myśliwiec – polska dermatolog, dr hab. nauk medycznych, adiunkt Kliniki Dermatologii i Wenerologii  Wydziału Lekarskiego z Oddziałem Stomatologii i Oddziałem Nauczania w Języku Angielskim Uniwersytetu Medycznego w Białymstoku.

## Życiorys
27 kwietnia 2005 obroniła pracę doktorską Udział wybranych metabolitów tryptofanu w patogenezie świądu mocznicowego, 28 lutego 2018 habilitowała się na podstawie pracy zatytułowanej Wybrane aspekty apoptozy i zaburzeń lipidowych w łuszczycy. Jest zatrudniona na stanowisku adiunkta w Klinice Dermatologii i Wenerologii na Wydziale Lekarskim z Oddziałem Stomatologii i Oddziałem Nauczania w Języku Angielskim Uniwersytetu Medycznego w Białymstoku.